# Avatar
 For alternative betydninger, se Avatar (flertydig). (Se også artikler, som begynder med Avatar)
En avatar (sanskrit: अवतार) er i den hinduistiske mytologi en inkarnation (kropslig manifestation) af et højere væsen (guddom) eller den mest ophøjede (Gud) på jorden. Sanskrit-ordet avatāra betyder "nedstigning" (avatarati) og er sædvanligvis en planlagt nedstigning til lavere planer med et specielt formål. Udtrykket bruges primært i hinduismen om inkarnationer af Vishnu, som mange hinduer tilbeder som gud. Shiva og Ganesha er ligeledes beskrevet i avatarformen, hvor Ganesha Purana og Mudgala Purana beskriver Ganeshas avatarer.
Ordet har ligeledes været brugt til at beskrive inkarnationer af Gud eller indflydelsesrige profeter i andre religioner, især dharmiske religioners tradition med at beskrive Jesus som en avatar af Gud.

## Vishnu-avatarer

### Dasavatara: Ti avatarer af Vishnu i Garuda Purana
De ti mest berømte inkarnationer af Vishnu kendes samlet som 'Dasavatara' ('dasa' betyder på Sanskrit ti). Listen  findes i Garuda Purana (1.86.10-11) og omfatter de avatarer, der har størst indflydelse på det menneskelige samfund.
Hovedparten af avatarerne på listen er kategoriseret som 'lila-avatars'.
De første fire siges at være fra satya yuga (den første af de fire yugaer eller aldre i den tidscyklus, der er beskrevet i hinduismen). De næste tre dukkede op i treta yuga, den ottende i dwapara yuga og den niende i Kali Yuga. Det forudsiges, at den tiende dukker op ved slutningen af Kali Yuga omtrent om 427.000 år.
1. Matsya, fisken
2. Kurma, landskildpadden
3. Varaha, vildsvinet
4. Narasimha, mandeløven (nara = mand, simha = løve)
5. Vamana, dværgen
6. Parashurama
7. Rama
8. Krishna (betyder mørk, sort eller alttiltrækkende)
9. Der er forskellige synsvinkler på den niende avatars identitet:
  - Gautama Buddha (Den mest almindelige anskuelse; men buddhister benægter det)
  - Balarama
  - Caitanya Mahaprabhu
  - Jesus Kristus
  - Swaminarayan
10. Kalki ("tiden"), som forventes at dukke op ved slutningen af Kali Yuga i det 431. årtusinde e.Kr.

### Avatars af Vishnu i Bhagavata Purana
I den første Canto i Bhagavata Purana er der listet 22 avatarer af Vishnu:
1. Catursana [SB 1.3.6] (De fire sønner af Brahma)
2. Varaha [SB 1.3.7] (Vildsvinet)
3. Narada [SB 1.3.8] (Den rejsende vismand)
4. Nara-Narayana [SB 1.3.9] (Tvillingerne)
5. Kapila [SB 1.3.10] (Filosoffen)
6. Dattatreya [SB 1.3.11] (Kombineret avatar af Trimurti)
7. Yajna [SB 1.3.12] (Vishnu der midlertidigt optræder som Indra)
8. Rishabha [SB 1.3.13] (Fader til kong Bharata)
9. Prithu [SB 1.3.14] (Kongen der gjorde jorden smuk og attraktiv)
10. Matsya [SB 1.3.15] (Fisken)
11. Kurma [SB 1.3.16] (Landskildpadden)
12. Dhanvantari [SB 1.3.17] (Fader til Ayurveda)
13. Mohini [SB 1.3.17] (Smuk/Charmerende kvinde)
14. Narasimha [SB 1.3.18] (Mandeløven)
15. Vamana [SB 1.3.19] (Dværgen)
16. Parasurama [SB 1.3.20] (Rama med øksen)
17. Vyasa [SB 1.3.21] (Oversætteren af Vedaerne)
18. Ramachandra [SB 1.3.22] (Kongen af Ayodhya)
19. Balarama [SB 1.3.23] (Krishnas ældre broder)
20. Krishna [SB 1.3.23] (Kohyrden)
21. Buddha [SB 1.3.24] (Den Oplyste)
22. Kalki [SB 1.3.25] (Ødelæggeren)

Ud over disse er der beskrevet tre andre avatarer senere i teksten:
1. Prshnigarbha [SB 10.3.41] (Født til Prshni)
2. Hayagriva [SB 2.7.11] (Hesten)
3. Hamsa [SB 11.13.19] (Svanen)

## Eksterne adresser
- http://www.avatara.org/ Arkiveret 31. juli 2003 hos  Wayback Machine
- http://www.sscnet.ucla.edu/southasia/Religions/Avatars/Vishnu.html
- http://www.hindunet.org/avatars/index.htm
- http://www.public.iastate.edu/~wsanford/darshan/hindu_deities/ten_avatars.html Arkiveret 27. august 2005 hos  Wayback Machine